# Demos (álbum)
Demos es un álbum recopilatorio del grupo Crosby, Stills & Nash, publicado por la compañía discográfica Rhino Records en junio de 2009. El álbum, integrado por demos de canciones grabadas entre 1968 y 1971, alcanzó el puesto 104 en la lista estadounidense Billboard 200. 

## Contenido
Demos recopila grabaciones demo de canciones del trío registradas entre 1968 y 1971. Una grabación, «Music is Love», incluye la participación de su compañero Neil Young. Gran parte de los temas incluye una sola voz en lugar de las características armonías vocales del grupo. Las demos fueron grabadas principalmente en The Record Plant en Nueva York y en los Wally Heider Studios de San Francisco y Los Ángeles. 

## Lista de canciones
| N.º | Título                                                       | Escritor(es)                          | Duración |  |
| 1.  | «Marrakesh Express» (interpretada por Crosby, Stills & Nash) | Graham Nash                           | 2:23     |  |
| 2.  | «Almost Cut My Hair» (interpretada por David Crosby)         | David Crosby                          | 5:26     |  |
| 3.  | «You Don't Have to Cry» (interpretada por Stills)            | Stephen Stills                        | 1:23     |  |
| 4.  | «Déjà Vu» (interpretada por Crosby)                          | David Crosby                          | 6:37     |  |
| 5.  | «Sleep Song» (interpretada por Nash)                         | Graham Nash                           | 3:01     |  |
| 6.  | «My Love Is a Gentle Thing» (interpretada por Stills)        | Stephen Stills                        | 2:06     |  |
| 7.  | «Be Yourself» (interpretada por Nash)                        | Graham Nash                           | 2:58     |  |
| 8.  | «Music Is Love» (interpretada por by Crosby, Nash & Young)   | David Crosby, Graham Nash, Neil Young | 4:15     |  |
| 9.  | «Singing Call» (interpretada por Stills)                     | Stephen Stills                        | 3:02     |  |
| 10. | «Long Time Gone» (interpretada por Crosby & Stills)          | David Crosby                          | 4:36     |  |
| 11. | «Chicago» (interpretada por Nash)                            | Graham Nash                           | 2:52     |  |
| 12. | «Love the One You're With» (interpretada por Stills)         | Stephen Stills                        | 3:13     |  |

## Personal
Músicos
- David Crosby: voz y guitarra acústica
- Stephen Stills: voz y guitarra acústica
- Graham Nash: voz, guitarra acústica y piano
- Neil Young: voz en «Music Is Love»

Equipo técnico
- Paul Rothchild, Bill Halverson: ingeniero de sonido